# ISSF World Cup 2021
Der ISSF World Cup 2021, bestehend aus vier World Cups und zwei Presidential Cups, fand vom 26. Februar bis 10. November 2022 in sechs Städten für die Disziplinen Gewehr, Pistole und laufende Scheibe (Flinte) statt.
Ursprünglich war die koreanische Stadt Changwon als Wettkampfstätte eines World Cups auserwählt gewesen, doch Restriktionen wegen der Covid-19-Krise machte eine Austragung nicht möglich. Im Februar 2021 wurde zuerst die Verlegung des World Cups bekannt gegeben, gefolgt von einer Absage.
Ein weiterer World Cup für 2021 war in der aserbaidschanischen Stadt Baku vorgesehen war. Aufgrund der Covid-19-Pandemie und steigender Infektionszahlen in Azerbaidschan teilte die Azerbaijan Shooting Federation (ASF) der ISSF mit, den World Cup aus gesundheitlichen Gründen nicht austragen zu können.

## Presidents Cup
Üblicherweise findet am Ende einer World-Cup-Saison das abschließende World Cup Finale statt, das 2021 nicht stattfand. Alternativ zum Saisonhöhepunkt plante die ISSF die Austragung von zwei neu geschaffenen ISSF Presidents Cups, die für die Gewehr- und Pistolen-Wettkämpfe im polnischen Breslau und für die Flinten-Disziplinen in zypriotischem Larnaka stattfinden sollten.

## Austragungsorte und zeitlicher Ablauf
| Nr. | Datum           | Ort       | Disziplin                     | Austragungsort                                  |
| --- | --------------- | --------- | ----------------------------- | ----------------------------------------------- |
| 1   | 22.2. – 5.3.    | Kairo     | Flinte                        | Egypt International Olympic City Shooting Range |
| 2   | 18.3. – 29.3.   | Neu Delhi | Gewehr/Pistole/Flinte         | Dr Karni Singh Shooting Range                   |
| 3   | 16.4. – 27.4.   | Changwon  | Gewehr/Pistole                | Changwon International Shooting Range           |
| 4   | 7.5. – 17.5.    | Lonato    | Flinte                        | Trap Concaverde                                 |
| 5   | 21.6. – 2.7.    | Baku      | Gewehr/Pistole/Flinte         | Baku Olympic Shooting Range                     |
| 6   | 22.6. – 3.7.    | Osijek    | Gewehr/Pistole/Flinte         | Pampas Shooting Range                           |
| 7   | 19.10. – 24.10. | Larnaka   | Presidents Cup Flinte         | Larnaca Olympic Shooting Range                  |
| 8   | 3.11. – 10.11.  | Breslau   | Presidents Cup Gewehr/Pistole | WKS Śląsk Wrocław Shooting Range Complex        |

## Ergebnisse

### Gewehr

#### Männer
| 10 m Luftgewehr | 10 m Luftgewehr | 10 m Luftgewehr  | 10 m Luftgewehr      | 10 m Luftgewehr       |
| Nr.             | Wettbewerb      | Gold             | Silber               | Bronze                |
| --------------- | --------------- | ---------------- | -------------------- | --------------------- |
| 1               | Neu Delhi       | Lucas Kozeniesky | István Péni          | Divyansh Singh Panwar |
| 2               | Osijek          | William Shaner   | Vladimir Maslennikov | Petar Gorša           |
| 3               | Breslau         | Patrik Jany      | Sheng Lihao          | Miran Maričić         |

| 10 m Luftgewehr Mannschaft | 10 m Luftgewehr Mannschaft | 10 m Luftgewehr Mannschaft                                       | 10 m Luftgewehr Mannschaft                                  | 10 m Luftgewehr Mannschaft                              |
| Nr.                        | Wettbewerb                 | Gold                                                             | Silber                                                      | Bronze                                                  |
| -------------------------- | -------------------------- | ---------------------------------------------------------------- | ----------------------------------------------------------- | ------------------------------------------------------- |
| 1                          | Neu Delhi                  | Vereinigte StaatenLucas Kozeniesky William Shaner Timothy Sherry | IndienAishwary Pratap Singh Tomar Deepak Kumar Pankaj Kumar | SüdkoreaChoo Byounggil Chung Jae Seung Nam Tae-yun      |
| 2                          | Osijek                     | RusslandVladimir Maslennikow Sergey Kamenski Alexander Drjagin   | UngarnZalán Pekler Soma Richard Hammerl István Péni         | SerbienMilenko Sebić Milutin Stefanović Lazar Kovačević |
| 3                          | Breslau                    | Nicht ausgetragen                                                | Nicht ausgetragen                                           | Nicht ausgetragen                                       |

| 50 m Kleinkaliber Dreistellungskampf | 50 m Kleinkaliber Dreistellungskampf | 50 m Kleinkaliber Dreistellungskampf | 50 m Kleinkaliber Dreistellungskampf | 50 m Kleinkaliber Dreistellungskampf |
| Nr.                                  | Wettbewerb                           | Gold                                 | Silber                               | Bronze                               |
| ------------------------------------ | ------------------------------------ | ------------------------------------ | ------------------------------------ | ------------------------------------ |
| 1                                    | Neu Delhi                            | Aishwary Pratap Singh Tomar          | István Péni                          | Steffen Olsen                        |
| 2                                    | Osijek                               | Serhiy Kulish                        | Sergey Kamenskiy                     | Patrik Jány                          |
| 3                                    | Breslau                              | Serhiy Kulish                        | Sergey Kamenskiy                     | Miran Maričić                        |

| 50 m Kleinkaliber Dreistellungskampf Mannschaft | 50 m Kleinkaliber Dreistellungskampf Mannschaft | 50 m Kleinkaliber Dreistellungskampf Mannschaft | 50 m Kleinkaliber Dreistellungskampf Mannschaft                     | 50 m Kleinkaliber Dreistellungskampf Mannschaft |
| Nr.                                             | Wettbewerb                                      | Gold                                            | Silber                                                              | Bronze                                          |
| ----------------------------------------------- | ----------------------------------------------- | ----------------------------------------------- | ------------------------------------------------------------------- | ----------------------------------------------- |
| 1                                               | Neu Delhi                                       | IndienSwapnil Kusale Chain Singh Neeraj Kumar   | Vereinigte StaatenNickolaus Mowrer Patrick Sunderman Timothy Sherry | Nicht ausgetragen                               |
| 2                                               | Osijek                                          | Nicht ausgetragen                               | Nicht ausgetragen                                                   | Nicht ausgetragen                               |
| 3                                               | Breslau                                         | Nicht ausgetragen                               | Nicht ausgetragen                                                   | Nicht ausgetragen                               |

#### Frauen
| 10 m Luftgewehr | 10 m Luftgewehr | 10 m Luftgewehr | 10 m Luftgewehr     | 10 m Luftgewehr      |
| Nr.             | Wettbewerb      | Gold            | Silber              | Bronze               |
| --------------- | --------------- | --------------- | ------------------- | -------------------- |
| 1               | Neu Delhi       | Mary Tucker     | Alison Marie Weisz  | Eszter Denes         |
| 2               | Osijek          | Eszter Meszaros | Živa Dvoršak        | Sofia Ceccarello     |
| 3               | Breslau         | Océanne Muller  | Laura-Georgeta Ilie | Mary Carolynn Tucker |

| 10 m Luftgewehr Mannschaft | 10 m Luftgewehr Mannschaft | 10 m Luftgewehr Mannschaft                              | 10 m Luftgewehr Mannschaft                                       | 10 m Luftgewehr Mannschaft                                 |
| Nr.                        | Wettbewerb                 | Gold                                                    | Silber                                                           | Bronze                                                     |
| -------------------------- | -------------------------- | ------------------------------------------------------- | ---------------------------------------------------------------- | ---------------------------------------------------------- |
| 1                          | Neu Delhi                  | DänemarkRikke Maeng Ibsen Stine Nielsen Anna Nielsen    | Vereinigte StaatenSagen Maddalena Mary Tucker Elison Marie Weisz | PolenNatalia Kochanska Aneta Stankeiwicz Aleksandra Szutko |
| 2                          | Osijek                     | IranNajmeh Khedmati Fatemeh Karamzadeh Armina Sadeghian | RusslandAnastassija Galaschina Julija Karimowa Daria Boldinova   | UngarnLea Horvath Eszter Denes Eszter Mészáros             |
| 3                          | Breslau                    | Nicht ausgetragen                                       | Nicht ausgetragen                                                | Nicht ausgetragen                                          |

| 50 m Kleinkaliber Dreistellungskampf | 50 m Kleinkaliber Dreistellungskampf | 50 m Kleinkaliber Dreistellungskampf | 50 m Kleinkaliber Dreistellungskampf | 50 m Kleinkaliber Dreistellungskampf |
| Nr.                                  | Wettbewerb                           | Gold                                 | Silber                               | Bronze                               |
| ------------------------------------ | ------------------------------------ | ------------------------------------ | ------------------------------------ | ------------------------------------ |
| 1                                    | Neu Delhi                            | Živa Dvoršak                         | Nina Christen                        | Aneta Stankiewicz                    |
| 2                                    | Osijek                               | Julija Karimowa                      | Julija Sykowa                        | Nina Christen                        |
| 3                                    | Breslau                              | Sagen Maddalena                      | Mary Carolynn Tucker                 | Jeanette Hegg Duestad                |

| 50 m Kleinkaliber Dreistellungskampf Mannschaft | 50 m Kleinkaliber Dreistellungskampf Mannschaft | 50 m Kleinkaliber Dreistellungskampf Mannschaft            | 50 m Kleinkaliber Dreistellungskampf Mannschaft           | 50 m Kleinkaliber Dreistellungskampf Mannschaft                        |
| Nr.                                             | Wettbewerb                                      | Gold                                                       | Silber                                                    | Bronze                                                                 |
| ----------------------------------------------- | ----------------------------------------------- | ---------------------------------------------------------- | --------------------------------------------------------- | ---------------------------------------------------------------------- |
| 1                                               | Neu Delhi                                       | PolenNatalia Kochanska Aneta Stankeiwicz Aleksandra Szutko | IndienAnjum Moudgil Shreya Saksena Gaayathri Nithyanandam | IndonesienVidya Rafika Toyyiba Monica Daryanti Audrey Zahra Dhiyanissa |
| 2                                               | Osijek                                          | Nicht ausgetragen                                          | Nicht ausgetragen                                         | Nicht ausgetragen                                                      |
| 3                                               | Breslau                                         | Nicht ausgetragen                                          | Nicht ausgetragen                                         | Nicht ausgetragen                                                      |

#### Mixed
| 10 m Luftgewehr | 10 m Luftgewehr | 10 m Luftgewehr                          | 10 m Luftgewehr                 | 10 m Luftgewehr                             |
| Nr.             | Wettbewerb      | Gold                                     | Silber                          | Bronze                                      |
| --------------- | --------------- | ---------------------------------------- | ------------------------------- | ------------------------------------------- |
| 1               | Neu Delhi       | Divyansh Singh Panwar Elavenil Valarivan | Eszter Denes István Péni        | Mary Tucker Lucas Kozeniesky                |
| 2               | Osijek          | Eszter Mészáros István Péni              | Julija Karimowa Sergei Kamenski | Anastassija Galaschina Wladimir Maslennikow |
| 3               | Breslau         | Laura Georgeta ?                         | ? Sheng Lihao                   | Rikke Maeng Ibsen ?                         |

### Pistole

#### Männer
| 10 m Luftpistole | 10 m Luftpistole | 10 m Luftpistole | 10 m Luftpistole  | 10 m Luftpistole  |
| Nr.              | Wettbewerb       | Gold             | Silber            | Bronze            |
| ---------------- | ---------------- | ---------------- | ----------------- | ----------------- |
| 1                | Neu Delhi        | Javad Foroughi   | Saurabh Chaudhary | Abhishek Verma    |
| 2                | Osijek           | Javad Foroughi   | Damir Mikec       | Saurabh Chaudhary |
| 3                | Breslau          | Christian Reitz  | Saurabh Chaudhary | Abhishek Verma    |

| 10 m Luftpistole Mannschaft | 10 m Luftpistole Mannschaft | 10 m Luftpistole Mannschaft                                | 10 m Luftpistole Mannschaft                               | 10 m Luftpistole Mannschaft                             |
| Nr.                         | Wettbewerb                  | Gold                                                       | Silber                                                    | Bronze                                                  |
| --------------------------- | --------------------------- | ---------------------------------------------------------- | --------------------------------------------------------- | ------------------------------------------------------- |
| 1                           | Neu Delhi                   | IndienSaurabh Chaudhary Shahzar Rizvi Abhishek Verma       | VietnamNguyen Dinh Thanh Trần Quốc Cường Phan Xuan Chuyen | Nicht ausgetragen                                       |
| 2                           | Osijek                      | ItalienPaolo Monna Alessio Torracchi Federico Nilo Maldini | SerbienDamir Mikec Dimitrije Grgić Duško Petrov           | IranSajjad Pourhosseini Javad Foroughi Vahid Golkhandan |
| 3                           | Breslau                     | Nicht ausgetragen                                          | Nicht ausgetragen                                         | Nicht ausgetragen                                       |

| 25 m Schnellfeuerpistole | 25 m Schnellfeuerpistole | 25 m Schnellfeuerpistole | 25 m Schnellfeuerpistole | 25 m Schnellfeuerpistole |
| Nr.                      | Wettbewerb               | Gold                     | Silber                   | Bronze                   |
| ------------------------ | ------------------------ | ------------------------ | ------------------------ | ------------------------ |
| 1                        | Neu Delhi                | Peeter Olesk             | Vijayveer Sidhu          | Oskar Miliwek            |
| 2                        | Osijek                   | Jean Quiquampoix         | Christian Reitz          | Oliver Geis              |
| 3                        | Breslau                  | Li Yuehong               | Jean Quiquampoix         | Clement Bessaguet        |

| 25 m Schnellfeuerpistole Mannschaft | 25 m Schnellfeuerpistole Mannschaft | 25 m Schnellfeuerpistole Mannschaft                                              | 25 m Schnellfeuerpistole Mannschaft                | 25 m Schnellfeuerpistole Mannschaft |
| Nr.                                 | Wettbewerb                          | Gold                                                                             | Silber                                             | Bronze                              |
| ----------------------------------- | ----------------------------------- | -------------------------------------------------------------------------------- | -------------------------------------------------- | ----------------------------------- |
| 1                                   | Neu Delhi                           | Vereinigte StaatenKeith Sanderson III Jack Hobson Leverett Henry Turner Leverett | IndienVijayveer Sindhu Adarsh Singh Gurpreet Singh | Nicht ausgetragen                   |
| 2                                   | Osijek                              | Nicht ausgetragen                                                                | Nicht ausgetragen                                  | Nicht ausgetragen                   |
| 3                                   | Breslau                             | Nicht ausgetragen                                                                | Nicht ausgetragen                                  | Nicht ausgetragen                   |

#### Frauen
| 10 m Luftpistole | 10 m Luftpistole | 10 m Luftpistole        | 10 m Luftpistole | 10 m Luftpistole    |
| Nr.              | Wettbewerb       | Gold                    | Silber           | Bronze              |
| ---------------- | ---------------- | ----------------------- | ---------------- | ------------------- |
| 1                | Neu Delhi        | Yashaswini Singh Deswal | Manu Bhaker      | Viktoria Chaika     |
| 2                | Osijek           | Antoaneta Kostadinova   | Carina Wimmer    | Julija Korostyljowa |
| 3                | Breslau          | Olena Kostevych         | Mathilde Lamolle | Jiang Ranxin        |

| 10 m Luftpistole Mannschaft | 10 m Luftpistole Mannschaft | 10 m Luftpistole Mannschaft                                          | 10 m Luftpistole Mannschaft                                   | 10 m Luftpistole Mannschaft |
| Nr.                         | Wettbewerb                  | Gold                                                                 | Silber                                                        | Bronze                      |
| --------------------------- | --------------------------- | -------------------------------------------------------------------- | ------------------------------------------------------------- | --------------------------- |
| 1                           | Neu Delhi                   | IndienYashaswini Singh Deswal Manu Bhaker Shri Nivetha Paramanantham | PolenJurita Borek Joanna Iwona Wawrzonowska Agnieszka Korezwo | Nicht ausgetragen           |
| 2                           | Osijek                      | Nicht ausgetragen                                                    | Nicht ausgetragen                                             | Nicht ausgetragen           |
| 3                           | Breslau                     | Nicht ausgetragen                                                    | Nicht ausgetragen                                             | Nicht ausgetragen           |

| 25 m Pistole | 25 m Pistole | 25 m Pistole     | 25 m Pistole     | 25 m Pistole           |
| Nr.          | Wettbewerb   | Gold             | Silber           | Bronze                 |
| ------------ | ------------ | ---------------- | ---------------- | ---------------------- |
| 1            | Neu Delhi    | Chinki Yadav     | Rahi Sarnobat    | Manu Bhaker            |
| 2            | Osijek       | Rahi Sarnobat    | Mathilde Lamolle | Witalina Bazaraschkina |
| 3            | Breslau      | Doreen Vennekamp | Rahi Sarnobat    | Mathilde Lamolle       |

| 25 m Pistole Mannschaft | 25 m Pistole Mannschaft | 25 m Pistole Mannschaft                      | 25 m Pistole Mannschaft                                       | 25 m Pistole Mannschaft |
| Nr.                     | Wettbewerb              | Gold                                         | Silber                                                        | Bronze                  |
| ----------------------- | ----------------------- | -------------------------------------------- | ------------------------------------------------------------- | ----------------------- |
| 1                       | Neu Delhi               | IndienRahi Sarnobat Manu Bhaker Chinki Yadav | PolenJurita Borek Joanna Iwona Wawrzonowska Agnieszka Korezwo | Nicht ausgetragen       |
| 2                       | Osijek                  | Nicht ausgetragen                            | Nicht ausgetragen                                             | Nicht ausgetragen       |
| 3                       | Breslau                 | Nicht ausgetragen                            | Nicht ausgetragen                                             | Nicht ausgetragen       |

#### Mixed
| 10 m Luftpistole | 10 m Luftpistole | 10 m Luftpistole                            | 10 m Luftpistole                      | 10 m Luftpistole                       |
| Nr.              | Wettbewerb       | Gold                                        | Silber                                | Bronze                                 |
| ---------------- | ---------------- | ------------------------------------------- | ------------------------------------- | -------------------------------------- |
| 1                | Neu Delhi        | Manu Bhaker Saurabh Chaudhary               | Golnoush Sebghatollahi Javad Foroughi | Yashaswini Singh Deswal Abhishek Verma |
| 2                | Osijek           | Witalina Bazaraschkina Artjom Tschernoussow | Manu Bhaker Saurabh Chaudhary         | Golnoush Sebghatollahi Javad Foroughi  |
| 3                | Breslau          | Manu Bhaker ?                               | ? Javad Foroughi                      | Mathilde Lamolle ?                     |

| 25 m Schnellfeuerpistole | 25 m Schnellfeuerpistole | 25 m Schnellfeuerpistole     | 25 m Schnellfeuerpistole            | 25 m Schnellfeuerpistole     |
| Nr.                      | Wettbewerb               | Gold                         | Silber                              | Bronze                       |
| ------------------------ | ------------------------ | ---------------------------- | ----------------------------------- | ---------------------------- |
| 1                        | Neu Delhi                | Tejaswini/ Vijayveer Sidhu   | Abhidnya Ashok Patil Gurpreet Singh | Nicht ausgetragen            |
| 2                        | Osijek                   | Sandra Reitz Christian Reitz | Svetlana Medvedeva Leonid Ekimov    | Doreen Vennekamp Oliver Geis |
| 3                        | Breslau                  | Manu Bhaker ?                | ? Ozgur Varlik                      | XiaoJiaruixuan ?             |

### Flinte

#### Männer
| Trap | Trap       | Trap              | Trap                      | Trap                       |
| Nr.  | Wettbewerb | Gold              | Silber                    | Bronze                     |
| ---- | ---------- | ----------------- | ------------------------- | -------------------------- |
| 1    | Kairo      | Anton Glasnović   | Joan Garcia               | Alberto Fernández          |
| 2    | Neu Delhi  | Daniele Resca     | Alberto Fernández         | Valerio Grazini            |
| 3    | Lonato     | Talal Alrashidi   | Gennadii Mamkin           | Abdel-Aziz Mehelba         |
| 4    | Osijek     | Mauro De Filippis | Ioannis Chatzitsakiroglou | Giovanni Cernogoraz        |
| 5    | Larnaka    | David Kostelecky  | Jiří Lipták               | Matthew John Coward-Holley |

| Trap Mannschaft | Trap Mannschaft | Trap Mannschaft                                             | Trap Mannschaft                                        | Trap Mannschaft                                                 |
| Nr.             | Wettbewerb      | Gold                                                        | Silber                                                 | Bronze                                                          |
| --------------- | --------------- | ----------------------------------------------------------- | ------------------------------------------------------ | --------------------------------------------------------------- |
| 1               | Kairo           | KroatienAnton Glasnović Giovanni Cernogoraz Josip Glasnović | RusslandGennadii Mamkin Maxim Kabatskiy Alexy Alipov   | ÄgyptenAhmed Kamar Abdel-Aziz Mehelba Ahmed Zaher               |
| 2               | Neu Delhi       | IndienKynan Chenai Prithviraj Tondaiman Lakshay Sheoran     | SlowakeiMichael Slamka Adrian Drobny Filip Marinov     | KasachstanViktor Khassyanov Maxim Kolomoyets Andrey Mogilevskiy |
| 3               | Lonato          | FrankreichClement Bourgue Antonin Desert Sebastien Guerrero | RusslandAleksey Alipov Gennadii Mamkin Maxim Kabatskiy | KroatienGiovanni Cernogoraz Josip Glasnović Anton Glasnović     |
| 4               | Osijek          | Nicht ausgetragen                                           | Nicht ausgetragen                                      | Nicht ausgetragen                                               |
| 5               | Larnaka         | Nicht ausgetragen                                           | Nicht ausgetragen                                      | Nicht ausgetragen                                               |

| Skeet | Skeet      | Skeet             | Skeet              | Skeet             |
| Nr.   | Wettbewerb | Gold              | Silber             | Bronze            |
| ----- | ---------- | ----------------- | ------------------ | ----------------- |
| 1     | Kairo      | Mickola Milchev   | Jesper Hansen      | Rashid Hamar      |
| 2     | Neu Delhi  | Jesper Hansen     | Saif Bin Futtais   | Nasser Al-Attiya  |
| 3     | Lonato     | Azmy Mehelba      | Vincent Hancock    | Tammaro Cassandro |
| 4     | Osijek     | Tammaro Cassandro | Federico Gil       | Nicolas Vasiliou  |
| 5     | Larnaka    | Gabriele Rosetti  | Abdullah Alrashidi | Tammaro Cassandro |

| Skeet Mannschaft | Skeet Mannschaft | Skeet Mannschaft                                                      | Skeet Mannschaft                                              | Skeet Mannschaft                                                      |
| Nr.              | Wettbewerb       | Gold                                                                  | Silber                                                        | Bronze                                                                |
| ---------------- | ---------------- | --------------------------------------------------------------------- | ------------------------------------------------------------- | --------------------------------------------------------------------- |
| 1                | Kairo            | SerbienSergey Demin Aleksey Skorobogatov Alexander Zemlin             | SchweizTomáš Nýdrle Milos Slavicek Jacub Tomecek              | IndienGurjoat Siingh Khangura Angad Vir Singh Bajwa Mairaj Ahmad Khan |
| 2                | Neu Delhi        | IndienGurjoat Siingh Khangura Angad Vir Singh Bajwa Mairaj Ahmad Khan | KatarNasser Al-Attiya Ali Ahmed A O Al-Ishaq Rashid Ahmad     | KasachstanAlexadr Mukhamediyev Eduard Yechshenko David Pochivalov     |
| 3                | Lonato           | ItalienTammaro Cassandro Luigi Lodde Gabriele Rossetti                | DänemarkMikkel Petersen Jesper Hansen Emil Kjelgaard Petersen | FrankreichEmmanuel Petit Éric Delaunay Anthony Terras                 |
| 4                | Osijek           | Nicht ausgetragen                                                     | Nicht ausgetragen                                             | Nicht ausgetragen                                                     |
| 5                | Larnaka          | Nicht ausgetragen                                                     | Nicht ausgetragen                                             | Nicht ausgetragen                                                     |

#### Frauen
| Trap | Trap       | Trap                     | Trap                | Trap                |
| Nr.  | Wettbewerb | Gold                     | Silber              | Bronze              |
| ---- | ---------- | ------------------------ | ------------------- | ------------------- |
| 1    | Kairo      | Fátima Gálvez            | Daria Semianova     | Ekaterina Subbotina |
| 2    | Neu Delhi  | Zuzana Rehák-Štefečeková | Sandra Bernal       | Fiammetta Rossi     |
| 3    | Lonato     | Alessandra Perilli       | Madelynn Ann Bernau | Fátima Gálvez       |
| 4    | Osijek     | Silvana Stanco           | Jessica Rossi       | Jana Špotáková      |
| 5    | Larnaka    | Fátima Gálvez            | Kayle Browning      | Daria Semianova     |

| Trap Mannschaft | Trap Mannschaft | Trap Mannschaft                                             | Trap Mannschaft                                                       | Trap Mannschaft                                                       |
| Nr.             | Wettbewerb      | Gold                                                        | Silber                                                                | Bronze                                                                |
| --------------- | --------------- | ----------------------------------------------------------- | --------------------------------------------------------------------- | --------------------------------------------------------------------- |
| 1               | Kairo           | RusslandDaria Semianova Ekaterina Subbotina Luliia Saveleva | IndienKirti Gupta Rajeshwari Kumari Manisha Keer                      | KasachstanMaria Dmitriyenko Aizhan Dosmagambetova Sarsenkul Rysbekova |
| 2               | Neu Delhi       | IndienRajeshwari Kumari Shreyasi Singh Manisha Keer         | KasachstanMaria Dmitriyenko Aizhan Dosmagambetova Sarsenkul Rysbekova | Nicht ausgetragen                                                     |
| 3               | Lonato          | SpanienCristina Beltran Fátima Gálvez Mar Molné Magriñà     | ItalienGaia Ragazzini Jessica Rossi Silvana Stanco                    | Vereinigte StaatenRachel Tozier Kayle Browning Madelynn Ann Bernau    |
| 4               | Osijek          | Nicht ausgetragen                                           | Nicht ausgetragen                                                     | Nicht ausgetragen                                                     |
| 5               | Larnaka         | Nicht ausgetragen                                           | Nicht ausgetragen                                                     | Nicht ausgetragen                                                     |

| Skeet | Skeet      | Skeet             | Skeet              | Skeet               |
| Nr.   | Wettbewerb | Gold              | Silber             | Bronze              |
| ----- | ---------- | ----------------- | ------------------ | ------------------- |
| 1     | Kairo      | Danka Barteková   | Alina Fazylzyanova | Konstantia Nikolaou |
| 2     | Neu Delhi  | Amber Hill        | Zoya Kravchenko    | Ganemat Sekhon      |
| 3     | Lonato     | Austen Smith      | Amber Hill         | Danka Barteková     |
| 4     | Osijek     | Silja Batyrschina | Francisca Crovetto | Victoria Larsson    |
| 5     | Larnaka    | Austen Smith      | Danka Barteková    | Silja Batyrschina   |

| Skeet Mannschaft | Skeet Mannschaft | Skeet Mannschaft                                                 | Skeet Mannschaft                                                      | Skeet Mannschaft                                          |
| Nr.              | Wettbewerb       | Gold                                                             | Silber                                                                | Bronze                                                    |
| ---------------- | ---------------- | ---------------------------------------------------------------- | --------------------------------------------------------------------- | --------------------------------------------------------- |
| 1                | Kairo            | RusslandNatalia Vinogradova Silja Batyrschina Alina Fazylzyanova | TschechienAnna Šindelářová Barbora Šumová Martina Skalická            | KasachstanZoya Kravchenko Nirata Nassryrova Olga Panarina |
| 2                | Neu Delhi        | KasachstanZoya Kravchenko Nirata Nassryrova Olga Panarina        | IndienParinaaz Dhaliwal Kartiki Singh Shaktawat Ganemat Sekhon        | Nicht ausgetragen                                         |
| 3                | Lonato           | ItalienDiana Bacosi Chiara Cainero Chiara Di Marziantonio        | Vereinigte StaatenAmber English Austen Jewell Smith Samantha Simonton | SlowakeiLucia Kopčanová Veronika Sýkorová Danka Barteková |
| 4                | Osijek           | Nicht ausgetragen                                                | Nicht ausgetragen                                                     | Nicht ausgetragen                                         |
| 5                | Larnaka          | Nicht ausgetragen                                                | Nicht ausgetragen                                                     | Nicht ausgetragen                                         |

#### Mixed
| Skeet | Skeet      | Skeet                                                   | Skeet                               | Skeet                                  |
| Nr.   | Wettbewerb | Gold                                                    | Silber                              | Bronze                                 |
| ----- | ---------- | ------------------------------------------------------- | ----------------------------------- | -------------------------------------- |
| 1     | Kairo      | Alina Fazylyanova Alexander Zemlin                      | Aleksandra Jarmolińska Jakub Warys  | Tomáš Nýdrle Anna Šindelářová          |
| 2     | Neu Delhi  | Alessia Iezzi Valerio Grazini                           | Zuzana Rehak Štefečeková xxxxx      | Safiye Sarıtürk Temizdemir Yavuz İlnam |
| 3     | Lonato     | Amber English Vincent Hancock                           | Tammaro Cassandro Chiara Cainero    | Austen Smith Phillip Russell Jungman   |
| 4     | Osijek     | Francisca Crovetto Chadid Hector Andrés Flores Barahona | Iryna Malowitschko Mykola Miltschew | Diana Bacosi/ Gabriele Rossetti        |
| 5     | Larnaka    | ? Gabriele Rosetti                                      | Austen Smith ?                      | ? Danke Bartekova                      |

| Trap | Trap       | Trap                                 | Trap                                | Trap                            |
| Nr.  | Wettbewerb | Gold                                 | Silber                              | Bronze                          |
| ---- | ---------- | ------------------------------------ | ----------------------------------- | ------------------------------- |
| 1    | Kairo      | Daria Semianova Alexy Alipov         | Maggy Ashmawy Ahmed Zaher           | Fatima Galvez Alberto Fernandez |
| 2    | Neu Delhi  | Ganemat Sekhon Angad Vir Singh Bajwa | Olga Panarina Alexendr Yechshenko   | Reem Al Sharshani Rashid Hamad  |
| 3    | Lonato     | Kirsty Hegarty Matthew Coward-Holley | Alessandra Perilli Gian Marco Berti | Fatima Galvez Alberto Fernandez |
| 4    | Osijek     | Mauro De Filippis Jessica Rossi      | Alexey Alipov Daria Semianova       | Bettina Valdorf Paul Pigorsch   |
| 5    | Larnaka    | ? David Kostelecky                   | Madelynn Ann Bernau ?               | ? Abdel-Aziz Mehelba            |